# Daşkəsən (stad)
Daşkəsən is een stad in Azerbeidzjan en is de hoofdplaats van het district Daşkəsən.
De stad telt 10.700 inwoners (01-01-2012).